# Elmefilozófia
Az elmefilozófia a filozófia egy ága. Tanulmányozza az értelem, a gondolkodás természetét, a tudat mibenlétét, és ezek kapcsolatát a fizikai valóval. A test-lélek probléma az egyik központi kérdés az elmefilozófiában, pedig nem kevésbé lényeges tudományterületek foglalkoznak hasonló témákkal, figyelembe sem véve ezt a problémát.
A monizmus és a dualizmus a két legfőbb kapcsolódó irányzat, mely aktívan foglalkozik a test-lélek probléma újra és újra előkerülő kérdéseivel. A dualizmus szerint az elme és a test különválasztható. Platón, Arisztotelész, és a hindu filozófia áramlatai mondták ezt ki, bár a precíz leírást René Descartes adott a 17. században. A monizmus álláspontja ezzel szemben az, hogy az elme és a test eredendően nem különbözik. Parmenidész és Baruch Spinoza voltak ezen irányzatnak fő szószólói.

## Test-lélek probléma
Descartes elmélkedései óta a lélek székhelyének az agyat tekintjük. Így az ő nyomán a nem fizikai természetű jelenségekért, az elmét tartjuk felelősnek. Így a test-lélek problémával foglalkozó filozófiát elmefilozófiának nevezzük. Azt pedig, hogy milyen jelenségeket irányít a lélek, mit nevezünk nem fizikai természetű jelenségeknek, azt röviden úgy fogalmazhatnánk meg, hogy a mentális állapotokat. A mentális állapotoknak jelenleg négy fajtáját különböztetjük meg: „Vannak észleleteink (perceptions), amikor hallunk, látunk, szaglunk, tapintunk, ízlelünk valamit; érzeteink (sensations), amikor éhséget, fájdalmat stb. érzünk; érzelmeink (emotions), amikor szerelmesek, szomorúak, dühösek stb. vagyunk; és gondolataink (thoughts), amikor hitekkel, vágyakkal, szándékokkal rendelkezünk.”
A legelső kérdés, ami a test-lélek probléma vizsgálatakor felmerül: Vajon miben áll test és elme természetének különbsége? Egyáltalán van-e különbség a kettő természete között? Test és elme viszonyát leírni kívánó több elmélet is született, melyeket alapvetően egy szempont alapján szokás elkülöníteni. Az első típusú elméletek azt vallják, hogy test és elme más természetűek. Ezeket az elméleteket dualista elméleteknek nevezzük. Ezzel szemben fogalmazódtak meg a monista elméletek, melyek szerint a kettő természetének különbsége csak látszat, valójában azonos természetűek vagy éppen azonosak.

## Dualista elméletek
A dualizmus (filozófiai értelemben) test és elme különállóságát hirdeti azaz azt állítja, hogy mentális állapotaink nem fizikai természetűek, nem a testhez köthetőek. Test és elme viszonya alapján a dualizmust az alábbi legnevezetesebb típusokra szokás osztani: (1) Az interakcionizmus (leghíresebb képviselői: René Descartes, Karl Popper) szerint test és elme kölcsönösen oksági hatást gyakorolnak egymásra. (2) A parallelizmus (leghíresebb képviselője: Gottfried Leibniz) szerint nincs semmilyen kölcsönhatás, mentális és fizikai események párhuzamosan futnak az eleve elrendelt harmónia szerint. (3) Az okkazionalizmus (leghíresebb képviselője: Nicholas Malebranche) szerint sincs oksági viszony egyik irányban sem. Az okozást Isten tetteként kell felfogni, az Ő közbeavatkozása lép fel minden egyes oksági helyzetben. (4) Végül az epifenomenalizmus (leghíresebb képviselői: Thomas Henry Huxley, Frank Jackson) szerint az oksági viszony egyirányú: fizikai jelenségek okozzák a mentális jelenségeket, de a mentálisak semmilyen oksági hatást nem gyakorolnak a fizikai jelenségekre.

## Monista elméletek
A monizmus a dualizmussal szemben azt állítja, hogy nincsen a világban semmilyen alapvető megoszlottság. A világban csak egy alapvető szubsztancia létezik. Ennek alapján háromféle monizmust különböztetünk meg: (1) az idealista monizmust, (2) a neutrális monizmust és (3) a materialista monizmust. Az idealista monizmus (leghíresebb képviselője: George Berkeley) tagadja a materiális szubsztanciák létezését. Az alapvető szubsztanciának a szellemi szubsztanciát tekinti, azaz a testet is mentálisnak fogja fel. A neutrális monizmus (leghíresebb képviselője: Baruch Spinoza) szerint nincs sem fizikai, sem mentális szubsztancia, hanem egy harmadik típusú létező van, mely egy bizonyos aspektusból fizikainak tűnik, egy másikból mentálisnak. Azaz test és lélek ugyanannak a dolognak két aspektusa. A materialista monizmus pedig csak a materialista szubsztanciák létezését fogadja el.
A XX. században alapvetően a materialista monizmus vált elfogadottá, bár több változata is kialakult. A materialista monizmust két csoportra szokás osztani aszerint, hogy tagadja-e vagy nem a mentális jelenségek létezését. Az eliminativizmus (leghíresebb képviselői: Patricia és Paul Churchland) vagy más néven antirealizmus szerint mentális, mint olyan egyáltalán nem létezik. Ezzel szemben a realista materializmus vagy legismertebb nevén fizikalizmus szerint léteznek ugyan mentális jelenségek, de azok fizikai természetűek. A 20. század második felére a fizikalizmus vált a legelfogadottabb megközelítéssé. A mentális jelenségek fizikai természetének magyarázatára vonatkozóan azonban több, különböző elmélet született.